# 솔강초등학교
솔강초등학교는 충청북도 청주시에 있는 공립 초등학교이다.

## 학교 연혁
- 2025년 9월 1일 : 개교